# Винсхотен
Винсхотен (хол. Winschoten) је град у Холандији, у покрајини Гронинген. Према процени из 2007. године, у граду живи 18.518 становника. Године 2010, Винсхотен је званично постао део града Олдамбта. Некада је био познат по својим ветрењачама - било је их чак 13 у ширем центру града.